# Bernt Wilke
Bernt Wilke (* 5. März 1943 in Wittenberg) ist ein deutscher Maler und Grafiker.

## Leben und Werk
Wilke besuchte von 1949 bis 1957 in Wittenberg und Halle/Saale die Grundschule und absolvierte von 1957 bis 1960 eine Lehre als Betriebsschlosser. Von 1960 bis 1963 besuchte er die Arbeiter- und Bauernfakultät  Halle  und erwarb das Abitur. Dann studierte er von 1963 bis 1965 bei Hannes H. Wagner und Lothar Zitzmann an der HIF und von 1965 bis 1968 bei Gerhard Bondzin und Paul Michaelis an der Hochschule für Bildende Künste Dresden. Seitdem ist Wilke freischaffend als Maler und Grafiker tätig, bis 1995 in Halle/Saale, dann in Dölbau-Naundorf und seit 2006 in Wangern auf der Insel Poel. Von 1974 bis 1976 war er in Berlin Meisterschüler bei Karl-Erich Müller an der Akademie der Künste der DDR. In der DDR erhielt Wilke, wie viele Künstler, Aufträge von Betrieben und Institutionen, und seine Arbeiten wurden angekauft. So war er 1975 mit weiteren Künstlern, u. a. Karl-Erich Müller, an einer repräsentativen Grafikmappe für den VEB Mansfeld Kombinat „Wilhelm-Pieck“ beteiligt und schuf er 1988 im Auftrag des Kombinats nach einem Arbeitsaufenthalt im baschkirischen Bergbauzentrum Sibai drei Landschaftsbilder, die an die Mansfeld-Galerie in Eisleben gingen.
Wilke hatte in der DDR und im Ausland eine bedeutende Zahl von Einzelausstellungen und Ausstellungsbeteiligungen, u. a. 1972/1973, 1977/1978 und 1982/1983 an der VII. bis IX. Kunstausstellung der DDR in Dresden. Er war bis 1990 Mitglied des Verbands Bildender Künstler der DDR und war Vorsitzender der Sektion Maler und Grafiker des Bezirksverbands Halle.
Der Kunsthistoriker Wolfgang Hütt zählt Wilke zu den „Repräsentanten der mittleren Generation von DDR-Künstlern, die in ihrem Werk offen oder versteckt Kritik an den Verhältnissen übten.“
Studienreisen führten Wilke u. a. mehrfach in die Sowjetunion sowie in die CSSR, nach Polen, Bulgarien, Italien, Mallorca, Portugal, Frankreich, vor der deutschen Wiedervereinigung auch in die Bundesrepublik Deutschland.
Wilke ist vor allem spätimpressionistischer Landschafts- und Porträtmaler. Seit 1989 beschäftigt er sich auch intensiv mit Restaurierungsaufgaben.

## Darstellung Wilkes in der bildenden Kunst
- Karl-Erich Müller: Bernt Wilke (1987, Öl auf Papier)

## Rezeption
„Er war und ist, wie neben ihm viele Maler in den ost – und mitteldeutschen Ländern, sowohl Schöpfer von Sinnbildern menschlicher Hoffnungen als auch existenzieller Bedrohungen, von Bilder, die für Scheitern und Resignation stehen. Er ist als Maler Zeitkritiker und Weltengrübler, zugleich Vermittler ästhetischer Reize im widersprüchlichen Alltäglichen. Wilkes Kunst hilft, in diesem Alltäglichen das Poesievolle zu sehen.“
Wolfgang Hütt

## Ehrungen
- 1980: Händelpreis
- 1981: Kunstpreis der Stadt Halle
- 1983: Kunstpreis des Bezirks Halle
- 1985: Max-Lingner-Preis
- 1986: Kunstpreis der Gesellschaft für Deutsch-Sowjetische-Freundschaft

## Museen und öffentliche Sammlungen mit Werken Wilkes (unvollständig)
- Beeskow: Kunstarchiv Beeskow[3]
- Berlin: Akademie der Künste
- Bochum: Deutsches Bergbau-Museum[4]
- Gera: Otto-Dix-Haus
- Halle/Saale: Kunstmuseum Moritzburg
- Zeitz: Museum Schloss Moritzburg

## Beispiel für Druckgrafik
- Abstich in der August-Bebel-Hütte (1975, Lithografie, 30 × 45,5 cm)[5]

## Einzelausstellungen seit der deutschen Wiedervereinigung (unvollständig)
- 2003: Leuna, Galerie im Kulturhaus („Licht der Landschaft“)[6]
- 2012: Wismar, Galerie Hinter dem Rathaus
- 2013: Bützow, Kunsthaus Bützow
- 2019: Bützow, Kunsthaus Bützow („Malerei. Bilder aus fünf Jahrzehnten“)
- 2022: Parchim, Galerie ebe
- 2022: Bitterfeld, Metall-Labor („Ansichten“)
- 2023: Merseburg, Domgalerie und Kunsthaus Tiefer Keller (Malerei)